# Aliando Syarief
Muhammad Ali Syarief (Yakarta, 26 de octubre de 1996), conocido como Aliando o Aliando Syarief, es un actor, modelo, disc-jockey, cantante, bailarín y compositor indonesio.

## Biografía
Su padre, Syarief Alkatiri, es de origen árabe y su madre, Tengku Resi Refado (Resi Revando), pertenece a la etnia minangkabau.
Inició a corta edad su carrera musical y logró popularidad gracias a la película de 2011 Garuda di Dadaku 2. Participó en telenovelas como Bara Bere y ABG Jadi Manten y en otras producciones televisivas.

## Filmografía
| Año  | Título             | Personaje |
| ---- | ------------------ | --------- |
| 2011 | Garuda di Dadaku 2 | Yusuf     |
| 2015 | Janji Hati         | Dava      |

### Series de televisión
| Año  | Título                            | Personaje  |
| ---- | --------------------------------- | ---------- |
| 2013 | Ibrahim Anak Betawi               | Beni       |
| 2013 | Bara Bere                         | Ali        |
| 2014 | ABG Jadi Manten                   | Ali        |
| 2014 | Ganteng-Ganteng Serigala          | Digo Zidan |
| 2015 | Ganteng-Ganteng Serigala Season 2 | Digo       |

### Películas para televisión
- Si Gundul Bocah Petir (TPI)
- Cinta Monyet Di Kantin Sekolah (Trans TV)
- Komisi Pemberantasan Setan (Trans TV)
- Petaka Homeschooling (Trans TV)
- 12:12 (Trans TV)
- Headphone Suara Hati (Trans TV)
- Kukibarkan Benderaku (Trans TV)
- Yuk Kita Sekolah (Trans TV)
- Persada Langit Biru (Global TV)
- Kisah Rama dan Shinta (Indosiar)
- Lolly Love (Trans TV)
- Badil dan Blangkon Ajaib (SCTV)

## Discografía

### Sencillos
- Kau Terindah (2014)
- Fallin' in Love (2014) con Prilly Latuconsina

## Premios
- Favorite New Comer Inbox Awards 2015
- The Most Favorite Actor in Leading Role SCTV Awards 2015
- Celebrity of the year Infotainment Awards 2015
- The Most Favorite New Comer SCTV Music Awards 2015